# Friedrich von Baumbach (General, 1817)
Friedrich Wilhelm Karl von Baumbach (* 10. Juni 1817 in Kassel; † 25. Dezember 1880 in Trebnitz) war ein preußischer Generalleutnant.

## Leben

### Herkunft
Friedrich war ein Sohn des kurhessischen Oberjägermeisters Ferdinand von Baumbach (1786–1862) und dessen Ehefrau Josine, geborene von Hesberg (1786–1861). Seine Schwester Karoline (1823–1863) war mit dem kurhessischen Kriegsminister Friedrich von Osterhausen (1811–1881) verheiratet.

### Militärkarriere
Baumbach war zunächst Kadett und trat am 6. August 1834 als Unteroffizier in das Garde du Corps der Kurhessischen Armee ein. Bis Ende Dezember 1835 avancierte er zum Sekondeleutnant und wurde am 9. Dezember 1842 Regimentsadjutant sowie Rechnungsführer. Als Premierleutnant wurde er am 10. April 1848 in das 1. (Leib-)Husaren-Regiment versetzt und nahm im Jahr darauf mit der Division „Kurfürst-Husaren“ am Feldzug gegen Dänemark teil. Anschließend wurde er am 8. Dezember 1850 zum Rittmeister befördert und als Eskadronchef in sein Stammregiment versetzt. Unter Beförderung zum Major erfolgte am 5. März 1854 seine Ernennung zum Regimentskommandeur. In dieser Stellung stieg er am 21. November 1857 zum Oberstleutnant auf und wurde am 16. Juli 1865 mit der Beförderung zum Oberst zum Kommandeur des 1. (Leib-)Husaren-Regiments ernannt. Diesen Verband führte Baumbach während des Krieges gegen Preußen im Südwesten Deutschlands.
Mit Patent vom 16. Juni 1865 wurde er nach dem Krieg am 30. Oktober 1866 in den Verbund der Preußischen Armee übernommen und als Oberst dem 2. Rheinischen Husaren-Regiment Nr. 9 aggregiert. Kurzzeitig war er vom 6. November bis zum 12. Dezember 1866 zum Stab der 3. Garde-Kavallerie-Brigade kommandiert. Anschließend ernannte man ihn zum Kommandeur des 2. Rheinischen Husaren-Regiments Nr. 9. Unter Stellung à la suite schloss sich am 14. Januar 1868 eine Verwendung als Kommandeur der 11. Kavallerie-Brigade in Breslau an. Bei der Mobilmachung anlässlich des Krieges gegen Frankreich erhielt Baumbach das Kommando über die mobile 5. Kavallerie-Brigade und wurde kurz darauf zum Generalmajor befördert. Seinen Großverband führte er in den Kämpfen bei Beaumont, Sedan, Coulmiers, Beaugency-Travant, Orleans, Le Mans, Allons, Masollen, Artenay, Le Bardon und Vendome sowie bei der Belagerung von Paris. Neben beiden Klassen des Eisernen Kreuzes wurde ihm das Großkomtur des Bayerischen Militärverdienstordens sowie das Mecklenburgische Militärverdienstkreuz verliehen.
Nach dem Frieden von Frankfurt kehrte Baumbach am 23. Mai 1871 auf seinem Posten als Kommandeur der 11. Kavallerie-Brigade zurück, bis er am 10. Januar 1874 unter Verleihung des Charakters als Generalleutnant und des Roten Adlerordens II. Klasse mit Eichenlaub mit Pension zur Disposition gestellt wurde. Er starb am 25. Dezember 1880 in Trebnitz.
Generalleutnant Wilhelm zu Stolberg-Wernigerode schrieb nach dem Krieg: „Generalmajor von Baumbach hat durch gründliche Kenntnis der kavalleristischen Taktik und Technik wesentliche Dienste geleistet, im Gefecht bei Coulomiers am 9.11.1870 sich rühmlich hervorgetan und den Rückzug des von der Tannschen Korps mit einem aus den drei Waffen bestehenden Detachements gedeckt. Im Gefecht bei Ornes am 4.12.1870 führte er das erste Treffen der Division mit Auszeichnung und erwarb sich am Abend desselben Tages bei Madeleine an der Loire das Verdienst, die durch starkes Granat- und Infanteriefeuer in Unordnung geratene Tete der Division durch sein ruhiges und entschlossenes Benehmen schnell wieder zur Ruhe und Besonnenheit zurückzuführen.“

### Familie
Baumbach heiratete am 6. August 1844 in Kassel Anna von Münchhausen (1821–1890). Das Paar hatte mehrere Kinder:
- Agnes (1848–1886) ⚭ 1870 Justin von Obernitz, Major a. D.
- Ferdinand (1851–1912), Premierleutnant a. D.

⚭ 6. Juli 1881 Alma Bischof (1854–1881)
⚭ 1890 Klara Matusch (* 1858)
- Hedwig (1855–1902)[1] ⚭ 1879 Albrecht von Rehdiger, Herr auf Striese und Schebnitz
- Anna (* 1859) ⚭ 1883 Erich von Baumbach (1855–1893) aus dem Hause Lenderscheid[2]